# Fernandezina maldonado
Fernandezina maldonado là một loài nhện trong họ Palpimanidae. Loài này được phát hiện ở Peru.